# Ontbijtkoek

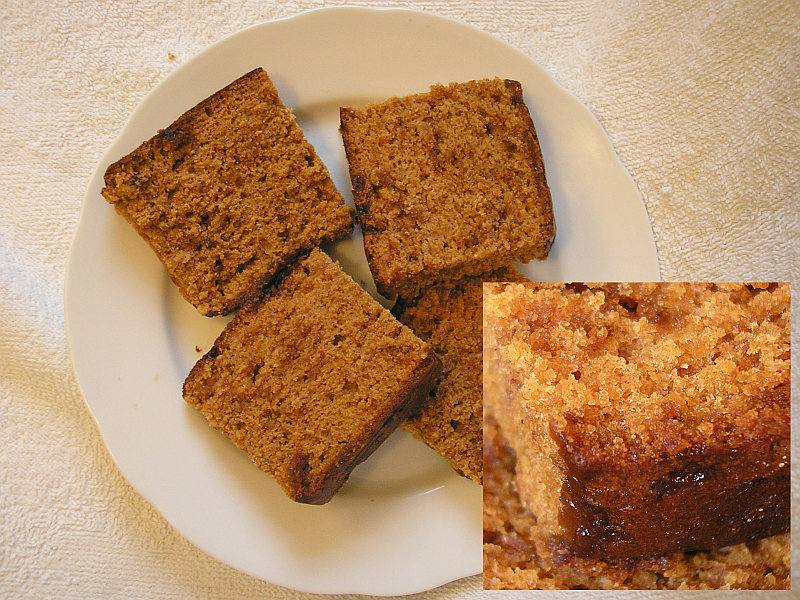
Plasterki ciasta na talerzyku i zbliżenie

Ontbijtkoek (czyt. ontbajtkuk) – słodkie ciasto wypiekane z mąki żytniej z dodatkiem przypraw korzennych, takich jak: cynamon, goździki i gałka muszkatołowa, które nadają mu specyficzny smak i zapach. Inne dodatki do ciasta obejmują: rodzynki, orzechy, miód, imbir, owoce kandyzowane, kawałki cukru, czekolady lub jabłek. Ontbijtkoek, czyli w tłumaczeniu z języka niderlandzkiego „ciasto śniadaniowe”, jest tradycyjnie spożywany w Holandii i Belgii na śniadanie, lunch oraz jako przekąska. W południowej części Holandii oraz w Belgii jest często określane jako peperkoek, od pieprzu (peper), który niegdyś wchodził w jego skład i miał za zadanie ochronę przed demonami.
Ciasto sporządza się poprzez zmieszanie gorącego cukru w postaci syropu z mąką żytnią i pewną ilością starego ciasta, którego dodatek wydłuża okres przydatności do spożycia nowego. Po wyrobieniu ciasto odstawia się na jeden dzień. Następnie dodaje się ewentualne pozostałe składniki i przez długi czas (nawet do 3 i pół godziny) wypieka w piekarniku w temperaturze 300 °C. Do wyrośnięcia ciasta używa się proszku do pieczenia.
Ontbijtkoek jest niskokaloryczny (308 kcal w 100 gramach), ubogi w tłuszcze (1,7 g w 100 g), zaś bogaty w błonnik (2,9 g w 100 g), zawiera mało soli, ale bardzo dużo cukru.
Ontbijtkoek jest dostępny w sprzedaży w różnych wariantach: razowy, nisko słodzony, z dodatkiem błonnika lub ziół (np. anyżu).
Wadami wypieku są przyklejanie się słodkiego ciasta do zębów oraz obecność w nim akrylamidu, którego ilość zależna jest od sposobu produkcji.
W smaku i zapachu holenderski ontbijtkoek przypomina polski piernik.